# Civilstatens pensionsinrättning
Civilstatens pensionsinrättning var en pensionsinrättning i Sverige för dem bland statens ämbetsmän som inte fick del av Arméns pensionskassa. 
Redan 1756 lämnade rikets ständer bifall till en pensionsinrättning för civilstaten, men först genom en kunglig kungörelse av den 29 juni 1798 beviljades ett anslag av 10 000 riksdaler banko till pensionering av ålderstigna och sjukliga civila tjänstemän. År 1826 utfärdades det första kungliga reglementet för ifrågavarande pensionsinrättning, och 1830 började utdelningen av pensioner. I sammanhang med detta reglemente utfärdades tillika reglemente för Civilstatens änke- och pupillkassa, och sedermera var pensionsinrättningen samt änke- och pupillkassan förenade, så att ingen kunde vara delägare i den ena utan att även tillhöra den andra. 
När en ny pensionslag trädde i tillämpning vid 1908 års början upphörde civilstatens pensionsinrättning, och de dittills till denna utgående statsanslagen indrogs, samtidigt som rätten till tjänstemannapension från inrättningen och även skyldigheten att erlägga avgifter upphörde. Det fanns dock övergångsbestämmelser enligt vilka de, som redan var delägare i inrättningen och inte avsade sig rätten till pension från denna, fortfarande skulle erlägga avgift. Förvaltningen av dessa avgifter liksom utbetalningen av pensioner övertogs av civilstatens änke- och pupillkassa, till vilken som förvaltningsbidrag utgick ett årligt statsanslag.
Överinseendet över pensionsinrättningen tillhörde delägarna. De representerades av "fullmäktige", vilka valdes av delägarna och hade sammanträden vart femte år under loppet av sex veckor i huvudstaden. Den närmare och ständiga förvaltningen var uppdragen åt en direktion, bestående av fem personer, bland vilka Kunglig Majestät förordnade ordföranden och utnämnde överkommissarien, medan de övriga för fem år i sänder utsågs av fullmäktige. En allmän revision av pensionsinrättningen verkställdes av fullmäktige; mellan dessas sammankomster granskades räkenskaperna årligen av fyra revisorer, vilka för varje år av fullmäktige utsågs bland delägarna. Dessutom överlämnades räkenskaperna för gransknings undergående varje år till statsutskottet och riksdagens revisorer samt i vissa delar till kammarrätten.